# Phoradendron storkii
Phoradendron storkii là một loài thực vật có hoa trong họ Santalaceae. Loài này được F.A. Barkley miêu tả khoa học đầu tiên năm 1948.